# MiniMax
MiniMax — компания в области искусственного интеллекта (ИИ), основанная  Яном Цзюньцзе (Yan Junjie), базирующаяся в Шанхае, Китай. По состоянию на 2024 год она была названа инвесторами одной из китайских компаний-«тигров ИИ».

## История
Компания MiniMax была основана в декабре 2021 года несколькими ветеранами компьютерное зрение из SenseTime. Когда компания только начинала свою деятельность, она получила финансирование от MiHoYo.
В марте 2024 года Alibaba Group возглавила раунд финансирования MiniMax на сумму $600 млн, в результате чего компания была оценена в $2,5 млрд. Среди других инвесторов MiniMax — Hillhouse Investment, HongShan, IDG Capital и Tencent.
В октябре 2024 года стало известно, что китайские производители телефонов выбрали Minimax в качестве основы для больших моделей с искусственным интеллектом.

## Продукты

### Talkie
Первым продуктом MiniMax стало приложение Glow, которое было запущено в октябре 2022 года. Приложение позволяло пользователям создавать виртуальных персонажей, рассказывать им предысторию и общаться с ними на различные темы. Уже через четыре месяца после запуска приложение насчитывало более 5 миллионов пользователей. В марте 2023 года из-за проблем с подачей документов выпуск Glow был прекращен.
Glow был перезапущен под двумя новыми брендами: Talkie, запущенный на международных рынках в июне 2023 года, и Xing Ye (星野), представленный в сентябре 2023 года для китайского рынка.
В июле 2024 года Talkie был опубликован в журнале The Wall Street Journal. В июне 2024 года Talkie занял пятое место среди самых скачиваемых бесплатных развлекательных приложений в США. Более половины из 11 миллионов ежемесячных активных пользователей Talkie находились в США. Среди других популярных рынков были Филиппины, Великобритания и Канада. Talkie предлагал сгенерированные искусственным интеллектом беседы с такими людьми, как Дональд Трамп, Тейлор Свифт, Илон Маск и Леброн Джеймс.

### Hailuo AI
В марте 2024 года компания MiniMax запустила Hailuo AI, мультимодальную большую языковую модель потребительскую платформу, предоставляющую функции ИИ для создания текстов и музыки
В сентябре 2024 года MiniMax запустила видео-01, модель «текст в видео» под управлением Hailuo AI. В обзоре Tom’s Guide говорится, что он примерно эквивалентен Luma Labs Dream Machine, но не так хорош, как Runway. Gen-3.
В декабре 2024 года Broadcast сообщил, что ИИ Hailuo может воспроизводить логотипы британских телеканалов Channel 4, Channel 5 и ITV в своих видео, созданных ИИ..
20 января 2025 года компания MiniMax запустила аудиофункции для Hailuo AI..

### Другие
17 апреля 2024 года компания MiniMax официально представила серию моделей ABAB 6.5 — Mixture of Experts (смесь экспертов) — языковую модель нового поколения..
В январе 2025 года MiniMax анонсировала семейство больших языковых моделей (БЯМ, они же LLM) MiniMax-01, включающее универсальную базовую модель MiniMax-Text-01 и мультимодальную MiniMax-VL-01 с поддержкой визуальных данных. MiniMax M1 использует комбинацию Mixture-of-Experts (MoE) и запатентованного механизма Lightning Attention, что позволяет обрабатывать до 1 миллиона входных токенов (около 750 000 слов) и генерировать до 80 000 токенов на выходе. 
ИИ-модель T2A-01-HD, представляет собой аудиогенератор, оптимизированный для работы с речью. T2A-01-HD может генерировать синтетический голос с регулируемой модуляцией, тембром и тенором примерно на 17 различных языках, включая английский и китайский, а также клонировать голос всего из 10 секунд аудиозаписи.